# Druhá švédská křížová výprava

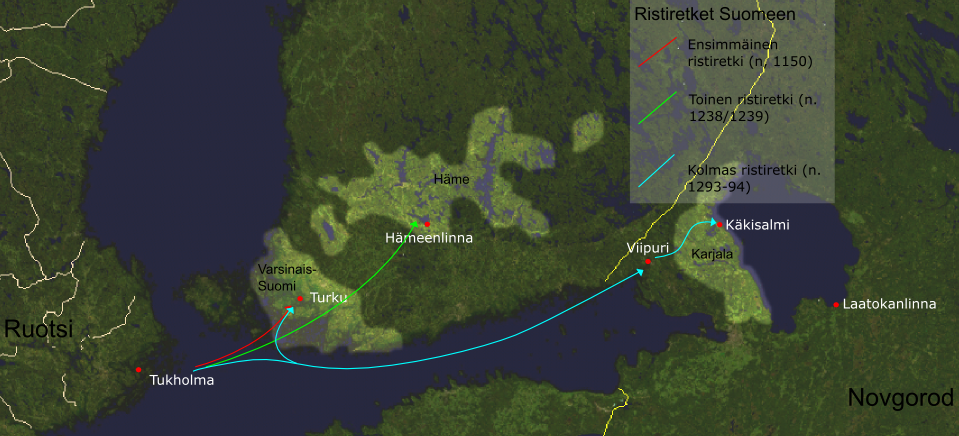
Křižáci ve Finsku

Druhá švédská křížová výprava byla švédská vojenská výprava do Finska vedená jarlem Birgerem, uskutečněná ve 13. století. Následkem této křížové výpravy se Finsko stalo součástí Švédska na příštích 550 let.

## Rok křížové výpravy

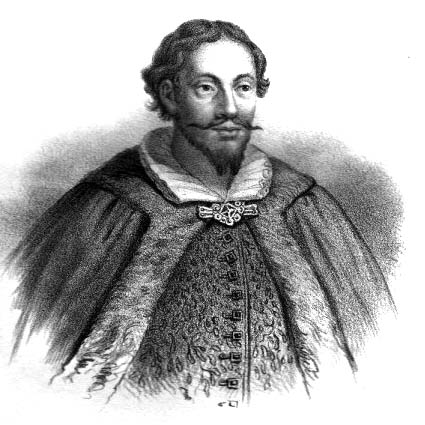
Jarl Birger, který v roce 1249 začal dobývání Finska

Podle Erikovy kroniky z roku 1320 se křížová výprava konala mezi smrtí krále Erika XI. v roce 1250 a dobou, kdy se Birger stal jarlem v roce 1248. Takzvaná „Detmarova kronika“ pocházející přibližně z roku 1340 z Lübecku potvrzuje výpravu s krátkou poznámkou, že jarl Birger Finsko podrobil pod vládu Švédska. Z těchto zdrojů je jarl Birger znám, že v letech 1249–1250 nebyl přítomen ve Švédsku. Později podle oficiálních švédských legend bylo dobytí Finska první švédskou křížovou výpravou z roku 1150 připsáno králi Erikovi IX.
Doba, kdy byla nová křížová výprava zahájena je poněkud sporná. Pokusy toto datum určit skončily v rozmezí let 1239 až 1256. Žádné konkrétnější datum však nezískalo širší podporu odborné veřejnosti.

## Příčiny výpravy
Není vysvětleno, proč se Švédové náhle rozhodli převzít kontrolu na Finskem. Zdá však, že Birger do Finska zamířil po zdrcujícím povstání Folkungarů v letech 1247–1248 a konečné smlouvě s Norskem z roku 1249.
Švédské předchozí pokusy o ovládnutí Estonska v bitvě u Lihule v roce 1220 a na Něvě v roce 1240, obojí tradiční švédské sféry zájmu už z vikinských dob skončily katastrofou. Tyto události mohly mít vliv na to, že se Švédové rozhodli osídlovat jiná, dostupnější území. Erikova kronika také upozorňuje na hrozbu, kterou představovali Rusové, konkrétně se zmiňuje, že „Ruští králové“ nyní ztratili některá svá dobytá území.

## Cíl křížové výpravy
Všechny detaily ohledně této křížové výpravy pocházejí z Erikovy kroniky, která je velkou měrou ryzí propagandou, psané uprostřed vnitrostátních nepokojů a války s Novgorodem. Kronika vyvolává velké spory ohledně skutečného cíle křížové výpravy. Podle nich se předpokládalo, že cílem tažení byla Häme, historická provincie na jihu Finska, ačkoliv to není v kronice výslovně uvedeno. Obyvatelé Häme jsou známi svým odbojem proti církvi kolem roku 1230, který měl za následek v roce 1237 papežův dopis s požadavkem uspořádat proti nim křížovou výpravu.
Podle kroniky byla výprava připravována ve Švédsku a dále vedená přes moře do země na pobřeží, kde čekal nepřítel. Ale protože Häme leží ve vnitrozemí, byl tento rozpor později vysvětlen tak, že někde na pobřeží se měl nacházet hämeský přístav, který měl být primárním cílem útoku.
Kronika se také zmiňuje, že po válce byl založen hrad zvaný „taffwesta borg“. Bylo učiněno mnoho pokusů o identifikaci tohoto hradu buď s hradem Häme nebo Hakoinen ve středním Häme. První švédská pevnost ve Finsku se zdá byla pevnost později známá jako Starý hrad Lieto, nedaleko od měst Turku a Koroinen, opevněné někdejší biskupské rezidence na Volské cestě ve středním Häme.

## Zapojení církve
V srpnu 1249 vzal papež Inocenc IV. Finsko pod svůj zvláštní dozor, nicméně o Švédsku se žádným způsobem nezmiňuje. Finský biskup Tomáš, pravděpodobně dominikánský mnich v roce 1245 rezignoval a zemřel o tři roky později v dominikánském klášteře v Gotlandu. Uvolněná pozice se poté pravděpodobně dostala pod vedení papežského legáta Viléma z Modeny, jehož poslední příkazy finským duchovním byly vydány v červenci 1248.
V roce 1248 nebo 1249 byl jmenován novým biskupem švédský Bero, nejspíš krátce po Vilémově návštěvě Švédska, kde se konalo důležité církevní setkání v Skänninge a které skončilo 1. března 1248. Takzvaný „Palmsköld booklet“ z roku 1248 stanovoval, že to byl Bero, kdo odevzdával švédskému králi daně vybrané ve Finsku. Bero pocházel přímo ze švédského královského dvora, stejně jako jeho dva následovníci. Zdá se také, že švédští biskupové ve Finsku drželi také všechnu světskou moc až do roku 1280, kdy byla zřízena funkce finského vévody.
V roce 1249 už byla situace ve Finsku natolik zajištěná, že zde mohl vzniknout první dominikánský klášter. Do té doby v Finsku žádné kláštery nebyly. Klášter byl umístěn poblíž opevněného biskupského sídla v Koroinenu až do konce století.

## Důsledky křížové výpravy
Jako nečekaný vedlejší jev expedice se zdá, že jarla Birgera výprava stála korunu. Když v roce 1250 zemřel král Erik, nespokojení švédští šlechtici uznali Birgerova syna Valdemara jako příštího krále, výměnou však za to, že jarlova dosavadní moc se přesune na šlechtice.
Od roku 1249 už zdroje Finsko popisují jako součást Švédska. Finská diecéze je zahrnuta mezi švédské od roku 1253. V ruských pramenech je první spolehlivá zmínka o Finsku, jako části Švédska od roku 1253. Nicméně o situaci ve Finsku během následujících desetiletí se ví velmi málo. Částečným důvodem může být fakt, že novým sídlem vládce Finska se stalo Turku a většina dokumentů zůstala tam. Když novgorodská vojska vypálila v roce 1348 město během Švédsko-novgorodských válek, zbylo jen velmi málo památek, které by mohly svědčit o událostech minulého století.